# Becamex Tower
Becamex Tower là tòa nhà cao tầng tọa lạc tại thành phố Thủ Dầu Một, tỉnh Bình Dương. Một phần của dự án Becamex City Center của Becamex IDC.
Becamex Tower được xây dựng hiện đại bao gồm các hạng mục chính như: trung tâm thương mại, văn phòng làm việc, văn phòng cho thuê và các dịch vụ nhà hàng, bar, ... được trang bị đầy đủ các thiết bị cao cấp, tiện nghi và an toàn.
Đây cũng từng là tòa nhà cao nhất tỉnh Bình Dương khi vượt qua An Bình Plaza ở Dĩ An vào năm 2011. Cho đến năm 2014, khi Trung tâm hành chính tỉnh Bình Dương tại Thành phố mới Bình Dương, cũng ở Thủ Dầu Một hoàn thành và soán ngôi Becamex Tower để trở thành tòa nhà cao nhất Bình Dương lúc đó.